# Acrosymphyton
Acrosymphyton, rod crvenih algi u porodici Acrosymphytaceae. Postoji šest priznatih vrsta

## Vrste
1. Acrosymphyton brainardii Vroom & I.A.Abbott
2. Acrosymphyton caribaeum (J.Agardh) Sjöstedt
3. Acrosymphyton firmum M.W.Hawkes
4. Acrosymphyton purpuriferum (J.Agardh) Sjöstedt  - tipična
5. Acrosymphyton taylorii I.A.Abbott
6. Acrosymphyton tenax A.J.K.Millar & Kraft